# مالك الحزين (رواية)
مالك الحزين إحدى أشهر وأهم الروايات العربية المعاصرة، ومؤلفها هو إبراهيم أصلان وهو أحد أهم الأدباء المصريين المعاصرين، كتب إبراهيم أصلان هذه الرواية في الفترة من ديسمبر 1972 وحتى أبريل 1981 أي في حوالي ثمانية أعوام ونصف تقريباً. وتحتل المركز الحادي والأربعون في قائمة أفضل مئة رواية عربية. كما تم تحويل الرواية إلى فيلم سينمائي بعنوان الكيت كات على يد داود عبد السيد عام 1991.

## أحداث الرواية
تدور أحداث الرواية في حي إمبابة في القاهرة تحديداً في منطقة الكيت كات، وتدور أحداثها حول عالم مغترب يتغير أبطاله ويعاني كل منهم من همه الخاص واغترابه الخاص، ومع الوقت ندرك أن البطل الحقيقي للرواية هو الحي.

## شخصيات الرواية
رغم الحجم النسبي للرواية يمكن أن نصنف الشخصيات الأساسية إلى:
- يوسف النجار.. شاب مثقف اغترب عن مجتمع الجامعة وأصبح وحيداً وحزيناً في امبابة.
- فاطمة.. فتاة بسيطة فقيرة تحب يوسف النجار من طرف واحد وتحاول أن تغويه.
- الشيخ حسني.. شيخ ضرير يعيش في المنطقة ويعاني من اغتراب ووحدة يحاول أن يتكيف معها بطرق طريفة ومضحكة.
- المعلم صبحي.. التاجر الغني يحاول أن يشتري القهوة الرئيسية في المنطقة والتي تمثل معلماً بارزاً في حياة الأبطال ليقوم بهدمها وبناء عمارة محلها.
- المعلم عطية.. صاحب المقهى .
- عبد الله القهوجي.. الجرسون وصبي المقهى يرى عالمه (المقهى) يباع امام عينيه وهو لا يستطيع ان يفعل شيء.
- الأسطى قدري الإنجليزي.. رجل كان عمله طوال حياته مع الإنجليز ثم بعد الجلاء أصبح مغترباً عن عالمه إذ يشعر انه ينتمي إلى المجتمع الإنجليزي الراقي على الرغم من فقره وسكنه أحد افقر احياء مصر
- فاروق وشوقي.. شابان عاطلان عن العمل يحاولان في يأس البحث عن عمل ويحاولان مجاراة الواقع المر.
- العم عمران.. طباخ عجوز كان طباخاً خصوصياً للملك فاروق.. انتهى عالمه بانتهاء الملكية.. وأصبح وحيداً لا يؤنس وحدته سوى العم مجاهد بائع الفول الذي مات في بداية الرواية.
- الأمير عوض الله.. ابن باني المقهى الحاج عوض الله.. يرى المقهى الذي بناه والده يباع ليهدم امام عينيه ويتابع ولا يستطيع ان يفعل شيء.
- الهرم.. بائع المخدرات في المنطقة.
- سليمان الصائغ.. ابن صائغ وغني تهرب منه زوجته اللعوب.

## كاتب الرواية
ولد الكاتب المصري إبراهيم أصلان سنة 1935 بقرية شبشير الحصة التابعة لمركز طنطا بمحافظة الغربية ونشأ وتربى في القاهرة وتحديدا في حي إمبابة والكيت كات، وقد ظل لهذين المكانين الحضور الأكبر والطاغي في كل أعمال الكاتب بداية من مجموعته القصصية الأولى «بحيرة المساء» مرورا بعمله وروايته الأشهر «مالك الحزين»، وحتى كتابه «حكايات فضل الله عثمان» وروايته «عصافير النيل» وكان يقطن في الكيت كات حتى وقت قريب ثم انتقل للوراق ثم المقطم.
لم يحقق أصلان تعليما منتظما منذ الصغر، فقد التحق بالكتّاب، ثم تنقل بين عدة مدارس حتى استقر في مدرسة لتعليم فنون السجاد لكنه تركها إلى الدراسة بمدرسة صناعية. التحق إبراهيم أصلان في بداية حياته بهيئة البريد وعمل لفترة كبوسطجى ثم في إحدى المكاتب المخصصه للبريد وهي التجربة التي ألهمته مجموعته القصصيه «ورديه ليل». ربطته علاقة جيدة بالأديب الراحل يحيى حقي ولازمه حتى فترات حياته الأخيرة ونشر الكثير من الأعمال في مجلة «المجلة» التي كان حقي رئيس تحريرها في ذلك الوقت. لاقت أعماله القصصية ترحيبا كبيرا عندما نشرت في أواخر السيتينات وكان أولها مجموعة «بحيرة المساء» وتوالت الأعمال بعد ذلك إلا أنها كانت شديدة الندرة، حتى كانت روايته «مالك الحزين» وهي أولى رواياته التي أدرجت ضمن أفضل مائة رواية في الأدب العربي وحققت له شهره أكبر بين الجمهور العادي وليس النخبة فقط. التحق في أوائل التسيعنيات كرئيس للقسم الأدبي بجريدة الحياة اللندنية إلى جانب رئاستة لتحرير إحدى السلاسل الأدبية بالهيئة العامة لقصور الثقافة إلا أنه استقال منها إثر ضجة رواية وليمة لأعشاب البحر للروائي السوري حيدر حيدر. توفي في السابع من يناير عام 2012 عن عمر يناهز 77 عاماً.

## الفيلم المقتبس من الرواية

ملصق فيلم الكيت كات

تم تحويل الرواية إلى فيلم سينمائي تحت مسمى الكيت كات على يد داود عبد السيد عام 1991 أنتجه حسين القلا، وقام ببطولته الفنان الكبير محمود عبد العزيز في واحد من أفلامه المتميزة حيث يحتل الفيلم المركز الرابع والعشرين في قائمة أفضل مئة فيلم في مئوية السينما المصرية حسب استفتاء النقاد عام 1996، كما حصل الفيلم على الجائزة الذهبية لأحسن فيلم من مهرجان دمشق السينمائي الدولي عام 1991. حظي الفيلم باهتمام نقدي وجماهيري فاق كل تصور، حيث استمر عرضه الجماهيري أكثر من عشرين أسبوعًا. هذا بالإضافة إلى الاحتفاء والتقدير النقدي في الصحافة والمهرجانات.

## الترجمة الإنجليزية
ترجم الرواية إلى الإنجليزية المترجم والأكاديمي الأمريكي إليوت كولا.

## وصلات خارجية
- آراء القرّاء حول رواية مالك الحزين على موقع أبجد
- صفحة رواية مالك الحزين على موقع جود ريدز